# Pacific Coast Hockey League
Pacific Coast Hockey League (PCHL) var tre upplagor av en binationell nordamerikansk ishockeyliga som var verksamma 1928–1931, 1936–1941 och 1944–1952 och bestod av lag från Kanada och USA. Den första, den andra och första åren av den tredje upplagan hade amatörstatus och den tredje upplagan gick 1951 ihop med Western Canada Senior Hockey League (WCSHL) och bara ett år senare blev man Western Hockey League (WHL).

## Första upplagan (1928–1931)
Den första upplagan av PCHL grundades 1928 av bröderna Frank och Lester Patrick med finansiellt stöd av deras förmögna far, Joseph Patrick. Bröderna Patrick ägde ishockeylagen Vancouver Lions och Victoria Cubs. Ligan upplöstes 1931.

### Lagen
De lag som spelade i PCHL under ligans existens.
| Kanada - Vancouver Lions (1928–1931) - Victoria Cubs (1928–1930) | USA - Portland Buckaroos (1928–1931) - Seattle Eskimos (1928–1931) - Tacoma Tigers (1930–1931) |

### Mästare
Vancouver Lions vann samtliga mästerskap under första upplagans existens.
| - 1928–1929: Vancouver Lions - 1929–1930: Vancouver Lions | - 1930–1931: Vancouver Lions |

## Andra upplagan (1936–1941)
Den andra upplagan av PCHL startades 1936 och upplöstes på nytt 1941, främst på grund av att andra världskriget var i full gång.

### Lagen
De lag som spelade i PCHL under ligans existens.
| Kanada - Vancouver Lions (1936–1941) | USA - Oakland Clippers/Spokane Clippers (1936–1938) - Portland Buckaroos (1936–1941) - Seattle Olympics (1940–1941) - Seattle Seahawks (1936–1940) - Spokane Bombers (1940–1941) |

### Mästare
De lag som vann andra upplagan av PCHL.
| - 1936–1937: Portland Buckaroos - 1937–1938: Seattle Seahawks - 1938–1939: Portland Buckaroos | - 1939–1940: Vancouver Lions - 1940–1941: Vancouver Lions |

## Tredje upplagan (1944–1952)
Den tredje och slutgiltiga upplagan av PCHL startades 1944 som en amatörliga och lagen som började spela i ligan var gamla lag från Northwest International Hockey League och Southern California Hockey League. Fyra år senare beslöt ligan att bli professionell och använda sig av professionella ishockeyspelare. Fram till 1951 hade det försvunnit lag och det fanns bara sex stycken kvar då tog man initiativet att gå ihop med Western Canada Senior Hockey League och man fick tre nya lag från Kanada. Ett år senare upplöstes PCHL och man blev istället Western Hockey League.

### Lagen
De lag som spelade i PCHL under ligans existens.
| Kanada - Calgary Stampeders (1951–1952) - Edmonton Flyers (1951–1952) - New Westminster Royals (1945–1952) - Saskatoon Quakers (1951–1952) - Vancouver Canucks (1945–1952) - Victoria Cougars (1949–1952) | USA - Fresno Falcons (1946–1950) - Hollywood Wolves (1944–1947) - Los Angeles Monarchs (1944–1950) - Oakland Oaks (1944–1949) - Pasadena Panthers (1944–1945) - Portland Eagles (1944–1949 och 1950–1951) - Portland Penguins (1949–1950) - San Diego Skyhawks (1944–1950) - San Francisco Shamrocks (1944–1950) - Seattle Ironmen (1944–1952) - Seattle Stars (1944–1945) - Tacoma Rockets (1946–1952) - Vancouver Vanguards (1944–1945) |

### Mästare
De lag som vann trofén President's Cup, som delades ut till de lag som vann PCHL:s slutspel.
| - 1944–1945: Seattle Ironmen - 1945–1946: Vancouver Canucks - 1946–1947: Los Angeles Monarchs - 1947–1948: Vancouver Canucks | - 1948–1949: San Diego Skyhawks - 1949–1950: New Westminster Royals - 1950–1951: Victoria Cougars - 1951–1952: Saskatoon Quakers |